# Ischyromys
Ischyromys is een geslacht van uitgestorven zoogdieren, dat voorkwam in het Vroeg-Eoceen.

## Beschrijving
Dit zestig centimeter lange dier was een van de oudste bekende knaagdieren met knaagtanden. Het dier had sterke vijftenige, geklauwde achterpoten, evenals vijftenige voorpoten, die eveneens bezet waren met klauwen en die erg functioneel waren.

## Leefwijze
Dit dier leefde waarschijnlijk in bomen, samen met knaagdierachtige primaten, die later geleidelijk door Ischyromys werden verdreven.

## Vondsten
Resten van dit dier werden gevonden in Noord-Amerika.